# Melanozosteria popeae
Melanozosteria popeae är en kackerlacksart som först beskrevs av M. Josephine Mackerras 1968.  Melanozosteria popeae ingår i släktet Melanozosteria och familjen storkackerlackor. Inga underarter finns listade i Catalogue of Life.